# Кастел Виторио
Кастел Виторио (итал. Castel Vittorio) је насеље у Италији у округу Империја, региону Лигурија.
Према процени из 2011. у насељу је живело 329 становника. Насеље се налази на надморској висини од 429 м.

## Становништво
| 1936. | 1951. | 1961. | 1971. | 1981. | 1991. | 2001. | 2011. |
| ----- | ----- | ----- | ----- | ----- | ----- | ----- | ----- |
| 1.206 | 1.054 | 891   | 679   | 579   | 458   | 397   | 329   |